# Apopetelia bipunctifera
Apopetelia bipunctifera är en fjärilsart som beskrevs av Paul Dognin 1913. Apopetelia bipunctifera ingår i släktet Apopetelia och familjen mätare. Inga underarter finns listade i Catalogue of Life.